# Alois Meesmann
Alois Meesmann (* 1. Mai 1888 in Riemke; † 16. April 1969 in Kiel) war ein deutscher Augenarzt und Hochschullehrer.

## Leben
Alois Meesmann war der Sohn von Franz Meesmann und dessen Frau Elisabeth geborene Kerkhoff. 1908 bestand er an einem Essener Gymnasium das Abitur und begann ein Medizinstudium, zunächst von 1908 bis 1910 an der Albert-Ludwigs-Universität Freiburg, nach dem Physikum von 1910 bis 1913 an der Berliner Humboldt-Universität, die er mit dem Staatsexamen verließ.
Bis 1935 wirkte Meesmann an der Charité, anfangs als Medizinalpraktikant, später als wissenschaftlicher Assistent und Oberarzt, ab 1928 dann als außerplanmäßiger Professor. Zwischenzeitlich wurde er 1918 promoviert und 1923 habilitiert. 1935 übernahm Meesmann eine Professur für Augenheilkunde an der Medizinischen Fakultät der Christian-Albrechts-Universität in Kiel und fungierte auch als deren Direktor. Bekannt wurde Meesmann 1938 durch seine Erstbeschreibung einer Form der Hornhautdystrophie, die seinen Namen erhielt. Im Jahr seiner Emeritierung 1959 erhielt er das Große Verdienstkreuz.

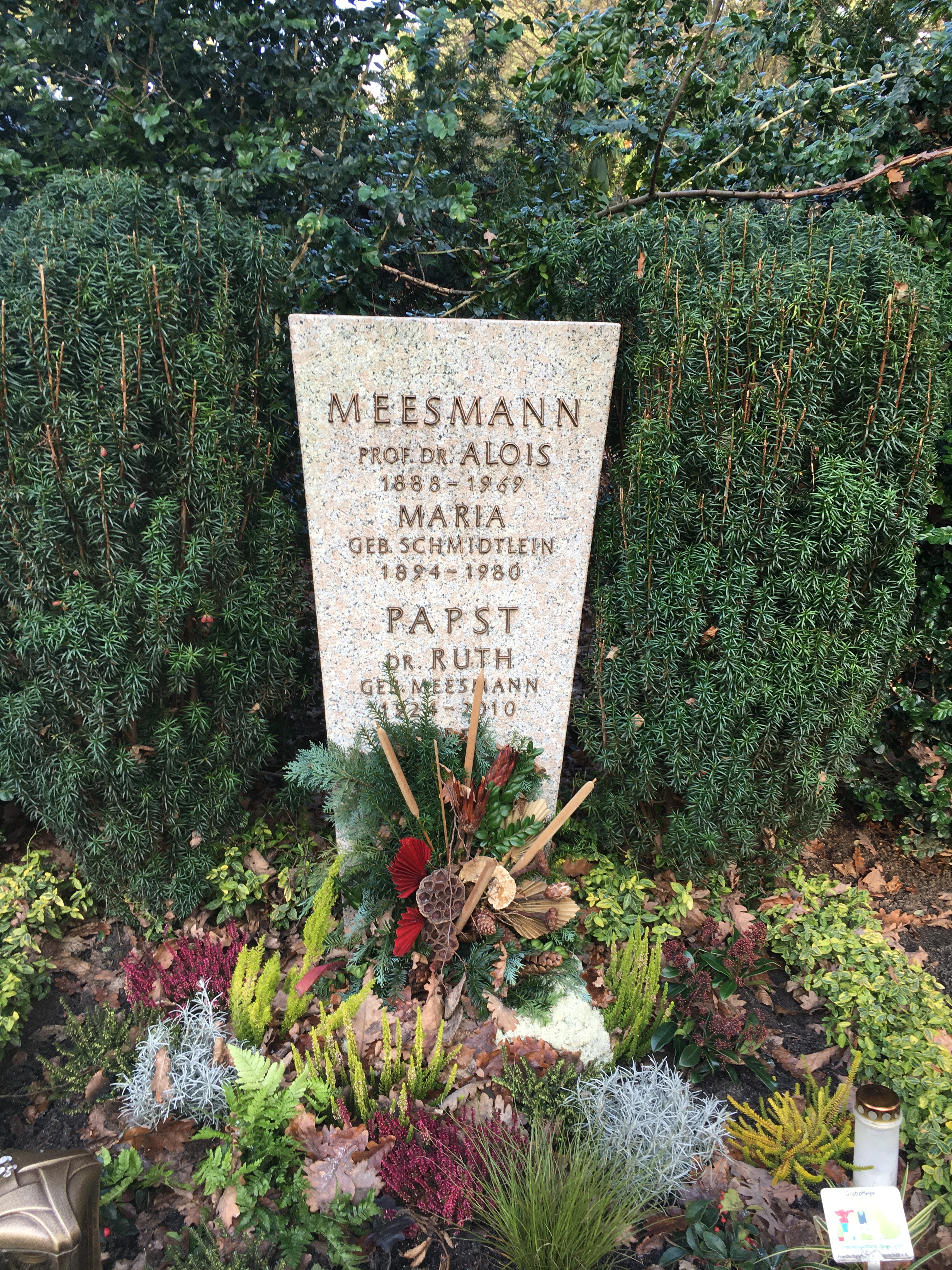
Grabstätte auf dem Friedhof Ohlsdorf

Alois Meesmann war verheiratet mit Maria geborene Schmidtlein (1894–1980). Aus dieser Ehe ging die Tochter Ruth, verehelichte Papst, (1924–2010) hervor, deren Sohn Norbert ebenfalls Augenarzt ist. In seiner Freizeit betätigte sich Meesmann künstlerisch und malte zwischen 1924 und 1964 eine unbekannte Anzahl von Landschaftsbildern.  Er starb zwei Wochen vor Vollendung seines 81. Lebensjahres und wurde auf dem Hamburger Friedhof Ohlsdorf (Planquadrat Bp 71) beigesetzt.

## Mitgliedschaften
Zum 1. Mai 1933 trat Meesmann der NSDAP bei (Mitgliedsnummer 2.649.697) und schloss sich im selben Jahr auch dem Nationalsozialistischen Deutschen Ärztebund an. 1936 trat er dem NS-Dozentenbund bei, 1942 dem NS-Altherrenbund.
Für eine nicht bekannte Zeit war Meesmann Vorstandsmitglied des Deutschen Roten Kreuzes in Kiel und gehörte dem Kultursenat der Stadt Kiel an.

## Veröffentlichungen
- 1918: Über Erkrankungen des papillomakulären Bündels im Sehnerven und ihre Beziehungen zu den Nebenhöhlen der Nase (Promotionsschrift)
- 1927: Die Mikroskopie des lebenden Auges an der Gullstrandschen Spaltlampe mit Atlas typischer Befunde, Verlag Urban & Schwarzenberg, Berlin und Wien
- 1938: Hypokalzämie und Linse, Verlag Enke, Stuttgart